# Niewiniątka
Niewiniątka – amerykański dramat z 1961 w reżyserii Williama Wylera. Scenariusz napisał John Michael Hayes na podstawie sztuki Lillian Hellman pod tym samym tytułem.
Film jest remakiem Ich troje, także w reżyserii Wylera.

## Obsada
- Audrey Hepburn jako Karen Wright
- Shirley MacLaine jako Martha Dobie
- James Garner jako Dr Joe Cardin
- Miriam Hopkins jako Lily Mortar
- Fay Bainter jako Amelia Tilford
- Karen Balkin jako Mary Tilford
- Veronica Cartwright jako Rosalie Wells
- Mimi Gibson jako Evelyn
- William Mims jako Pan Burton
- Sally Brophy jako Matka Rosalie
- Hope Summers jako Agatha
- Pete Kellett jako taksówkarz